# Melodi Grand Prix Nordic 2006
De Melodi Grand Prix Nordic 2006 was de tweede editie van de Melodi Grand Prix Nordic. Na een pauze van vier jaar werd het festival heropgestart, opnieuw met Denemarken, Noorwegen en Zweden die elk drie inzendingen kozen. Het festival vond plaats in Stockholm, Zweden. Net als vier jaar eerder wist Denemarken opnieuw te winnen. SEB werd met het nummer Tro på os to de tweede laureaat in de geschiedenis van het festival.
Het verloop van het festival werd gewijzigd. In plaats van één grote finale waarin alle deelnemers streden om de overwinning, werd eerst uit elk land één kandidaat gekozen. Het publiek mocht dan stemmen op zijn of haar favoriet van de drie finalisten. Bijgevolg heeft alleen de top drie punten in de grote finale.

## Uitslag
| Plaats | Land       | Taal   | Artiest             | Lied                     | Punten |
| ------ | ---------- | ------ | ------------------- | ------------------------ | ------ |
| 1      | Denemarken | Deens  | SEB                 | Tro på os to             | 127    |
| 2      | Zweden     | Zweeds | Sanna Martinez-Matz | Genom skog, berg och hav | 117    |
| 3      | Noorwegen  | Noors  | Ole Runar           | Fotball e supert         | 56     |
| 4      | Denemarken | Deens  | Foz'n's             | Mit hood                 |        |
| 4      | Denemarken | Deens  | Wemix               | Få din boogie på         |        |
| 4      | Noorwegen  | Noors  | Drops               | Sjokoland                |        |
| 4      | Noorwegen  | Noors  | Sondre              | Tatt                     |        |
| 4      | Zweden     | Zweeds | Benjamin Ingrosso   | Hej Sofia                |        |
| 4      | Zweden     | Zweeds | MADE                | Inga känslor kvar        |        |

## Scorebord
| Deelnemers | DK | NO | SE |
| ---------- | -- | -- | -- |
| SEB        |    | 56 | 71 |
| Ole Runar  | 27 |    | 29 |
| Sanna      | 73 | 44 |    |

2002 · 2006 · 2007 · 2008 · 2009
Denemarken · Finland · Noorwegen · Zweden